# Thalassodendron pachyrhizum
Thalassodendron pachyrhizum là một loài thực vật có hoa trong họ Cymodoceaceae. Loài này được Hartog miêu tả khoa học đầu tiên năm 1970.